# John Davis (Politiker, 1788)
John Davis (* 7. August 1788 in Solebury, Bucks County,  Pennsylvania; † 1. April 1878 in Davisville, Pennsylvania) war ein US-amerikanischer Politiker. Zwischen 1839 und 1841 vertrat er den Bundesstaat Pennsylvania im US-Repräsentantenhaus. William Watts Hart Davis war sein Sohn.

## Werdegang
Im Jahr 1795 kam John Davis auf eine Farm in der Ortschaft Rock Creek Meeting House in Maryland. Er besuchte die öffentlichen Schulen seiner neuen Heimat. 1812 kehrte er nach Pennsylvania zurück, wo er sich in Davisville niederließ. Beruflich arbeitete er im Handel und in der Landwirtschaft. Davis diente während des Britisch-Amerikanischen Krieges von 1812 in der Staatsmiliz, in der er vom Hauptmann bis zum Generalmajor aufstieg. Später schlug er als Mitglied der Demokratischen Partei eine politische Laufbahn ein.
Bei den Kongresswahlen des Jahres 1838 wurde Davis im sechsten Wahlbezirk von Pennsylvania in das US-Repräsentantenhaus in Washington, D.C. gewählt, wo er am 4. März 1839 die Nachfolge von Mathias Morris antrat. Da er im Jahr 1840 nicht bestätigt wurde, konnte er bis zum 3. März 1841 nur eine Legislaturperiode im Kongress absolvieren. Nach dem Ende seiner Zeit im US-Repräsentantenhaus wurde Davis 1845 von Präsident James K. Polk zum Leiter des Hafens von Philadelphia ernannt. Dieses Amt bekleidete er bis 1849; danach setzte er seine früheren Tätigkeiten im Handel und in der Landwirtschaft fort. Er starb am 1. April 1878 in Davisville.